# Sébastien Couépel
Sébastien Couëpel est un homme politique français, né le 6 juin 1938 à Andel (Côtes-du-Nord). Membre de l’Union pour la démocratie française, il est député des Côtes-du-Nord de 1978 à 1981 puis de nouveau, grâce au scrutin proportionnel plurinominal, de 1986 à 1988.
Agriculteur de profession, il est élu à 26 ans maire d’Andel, sa commune natale, lors des élections municipales de 1965. Il est ensuite régulièrement réélu jusqu’à sa décision de ne pas se représenter lors des élections municipales de 2008. Il met alors fin à sept mandats consécutifs de maire, un record qui lui vaut d’être honoré lors du congrès des maires de France en 2007. C'est un partisan ferme et résolu du remembrement et de l'agriculture productiviste.
Il a également représenté le canton de Lamballe au conseil général des Côtes-d'Armor, d’abord sous l’étiquette de l’UDF, puis sous celle du MoDem jusqu’aux élections cantonales de 2008. Lors de ce scrutin où il a choisi de ne pas se représenter, la candidate socialiste, Marie-Christine Cléret, a été élue dès le premier tour.

## Mandats
Député
- 3 avril 1978 - 22 mai 1981 : député de la première circonscription des Côtes-du-Nord
- 2 avril 1986 - 14 mai 1988 : député des Côtes-du-Nord

Conseiller général
- 15 mars 1970 - 9 mars 2008 : membre du conseil général des Côtes-d'Armor (élu dans le canton de Lamballe)

Conseiller municipal - Maire
- 21 mars 1965 - 21 mars 1971 : maire d'Andel
- 21 mars 1971 - 20 mars 1977 : maire d'Andel
- 20 mars 1977 - 13 mars 1983 : maire d'Andel
- 13 mars 1983 - 19 mars 1989 : maire d'Andel
- 19 mars 1989 - 18 juin 1995 : maire d'Andel
- 18 juin 1995 - 18 mars 2001 : maire d'Andel
- 18 mars 2001 - 16 mars 2008 : maire d'Andel